# Tómas Lemarquis
Pour les articles homonymes, voir Marquis (homonymie).
 (février 2025).
Si vous disposez d'ouvrages ou d'articles de référence ou si vous connaissez des sites web de qualité traitant du thème abordé ici, merci de compléter l'article en donnant les références utiles à sa vérifiabilité et en les liant à la section « Notes et références ».
Tómas Lemarquis est un acteur franco[réf. nécessaire]-islandais, né le 3 août 1977 à Reykjavik.

## Biographie
Tómas Lemarquis naît le 3 août 1977 à Reykjavik, en Islande. Sa mère est islandaise et son père français est Gérard Lemarquis, enseignant.
Il grandit entre l'Islande et la France. Il étudie le théâtre au Cours Florent, à Paris, où il est le camarade de classe de l'actrice Audrey Tautou. Il fréquente également l'école des beaux-arts de Reykjavík. Il habite à Paris.

## Filmographie
- 2001 : Villiljós de Dagur Kári : Högnir
- 2003 : Nói l'albinos (Noi albinoi) de Dagur Kári : Noi
- 2005 : La Maison de Nina de Richard Dembo : Gustav
- 2006 : Cold Trail (Köld sloö) de Björn Br Björnsson : Siggi
- 2008 : Wie Schwefel in der Luft de Burkhardt Wunderlich (court-métrage) : la seconde victime
- 2008 : L'Homme riche (Luftbusiness) de Dominique de Rivaz : Filou
- 2008 : Ich Bombe de Daniel Klein (court-métrage) : Boris
- 2009 : Desember de Hilmar Oddsson : Jonni
- 2011 : Chatrak de Vimukthi Jayasundara : le soldat français
- 2012 : Errors of the Human Body d'Eron Sheean : Jarek Novak
- 2012 : Insensibles de Juan Carlos Medina : Berkano
- 2012 : La Naissance du jour (Am Himmel der Tag) de Pola Bek : Elvar
- 2013 : Frau Ella de Markus Goller : Claude
- 2013 : Snowpiercer, le Transperceneige (Snowpiercer) de Bong Joon-ho : Tête d’œuf
- 2014 : 3 Days to Kill de McG : l'albinos
- 2015 : Les Photographes d'Aurélien Vernhes-Lermusiaux (court-métrage) :
- 2016 : X-Men: Apocalypse de Bryan Singer : Caliban
- 2016 : Sophia Awakens de Stephan Vladimir Bugaj (court-métrage) : l'ingénieur
- 2016 : Stefan Zweig, adieu l'Europe (Stefan Zweig, Farewell to Europe) de Maria Schrader : Lefèvre
- 2017 : Blade Runner 2049 de Denis Villeneuve : l'employé des dossiers
- 2018 : Touch Me Not d'Adina Pintilie : Tomas
- 2018 : Dreamland de Bruce McDonald : le vampire
- 2018 : Mihkel d'Ari Alexander Ergis Magnússon : Bobo
- 2020 : Anya (Waiting for Anya) de Ben Cookson : lieutenant
- 2021 : Disparu à jamais (Gone for good), série de David Elkaïm et Vincent Poymiro, d'après le roman éponyme de Harlan Coben : Jo Ostertag